# Tanypeza picticornis
Tanypeza picticornis is een vliegensoort uit de familie van de langpootvliegen (Tanypezidae). De wetenschappelijke naam van de soort is voor het eerst geldig gepubliceerd in 1916 door Knab and Shannon.